# Суємці
Су́ємці — село в Україні, у Баранівській міській громаді Звягельського району Житомирської області. Населення становить 888 осіб. Орган місцевого самоврядування — Суємецький старостинський округ при Баранівській міській громаді. В минулому Суємецька сільська рада.

## Історія
Перша письмова згадка про село належить до 1571 року. Неподалік Суємців розкопано поховання доби міді, виявлено давньоруське городище.
У 1906 році село Смолдирівської волості Новоград-Волинського повіту  Волинської губернії. Відстань від повітового міста 21 верста, від волості 1. Дворів 329, мешканців 1819.
В січні 1918 року встановлено Радянську владу.
На фронтах Великої Вітчизняної війни воював 281 житель села. 28 чоловік були учасниками партизанської боротьби, 281 чоловіка за героїзм, виявлений у боротьбі з німецько-фашистськими загарбниками, нагороджено орденами і медалями.
16 лютого 2019 року громада святого апостола Іоана Богослова УПЦ МП вирішила приєднатись до об'єднаної Помісної Української Православної Церкви.
27 липня 2016 року село увійшло до складу новоствореної Баранівської міської територіальної громади Баранівського району Житомирської області. Від 19 липня 2020 року, разом з громадою, в складі новоствореного Новоград-Волинського (згодом — Звягельський) району Житомирської області.

## Постаті
Лук'янчук Богдан Петрович (1978—2014) — солдат Збройних сил України, учасник російсько-української війни.